# Funpaz
Funpaz (Asociación Civil Fuerza, Unión, Justicia, Solidaridad y Paz) es una organización no gubernamental de derechos humanos venezolana radicada en el estado Lara.

## Historia
Funpaz fue fundada por víctimas de violaciones de derechos humanos que comenzaron a reunirse y a recibir apoyo psicológico y jurídico de organizaciones como Cofavic, Provea y el Foro Penal. En 2014 se activaron como observadores y en 2015 se registraron como asociación civil. El 10 de mayo de 2017, durante las protestas antigubernamentales a nivel nacional, funcionarios del Cuerpo de Investigaciones Científicas, Penales y Criminalísticas (CICPC) allanaron la residencia, en Barquisimeto, del activista y fundador de la asociación Ehisler Vásquez. El mismo año, la asociación publica el libro Perdigones en la cédula con ayuda de la organización People In Need, donde se reseñan 24 casos de violaciones de los derechos humanos entre 2013, durante las protestas por los resultados de las elecciones presidenciales en las que participaron Henrique Capriles y Nicolás Maduro, y 2016, año en el que produjeron detenciones arbitrarias por hacer colas de noche a las fueras de supermercados, que han quedado impunes en el estado Lara, cuyo título es homónimo a una crónica del escritor Leonardo Padrón publicada en 2013, incluida en el compendio.